# Lecompton, Kansas
Lecompton là một thành phố thuộc quận Douglas, tiểu bang Kansas, Hoa Kỳ. Năm 2010, dân số của xã này là 625 người.

## Dân số
Dân số các năm:
- Năm 2000: 608 người
- Năm 2010: 625 người